# Quận Wake, North Carolina
Quận Wake là một quận nằm ở bang Bắc Carolina. Dân số năm 2009 là 900.068 người, là quận đông dân thứ nhì ở bang. Quận lỵ đóng ở Raleigh,6 cũng là thủ phủ bang.

## Địa lý
Theo Cục điều tra dân số Hoa Kỳ, quận có tổng diện tích 857 dặm Anh vuông (2.220 km²), trong đó, 832 dặm Anh vuông (2.155 km²) là diện tích đất và 25 dặm Anh vuông (66 km²) trong tổng diện tích (2,95%) là diện tích mặt nước.

## Thông tin nhân khẩu
Theo cuộc điều tra dân số2 tiến hành năm 2000, quận này có dân số 627.846 người, 242.040 hộ, và 158.778 gia đình sinh sống trong quận này. Mật độ dân số là 755 người trên mỗi dặm Anh vuông (291/km²). Đã có 258.953 đơn vị nhà ở với một mật độ bình quân là 311 trên mỗi dặm Anh vuông (120/km²). Cơ cấu chủng tộc của dân cư sinh sống tại quận này gồm 72,40% người da trắng, 19,72% người da đen hoặc người Mỹ gốc Phi, 0,34% người thổ dân châu Mỹ, 3,38% người gốc châu Á, 0,03% người các đảo Thái Bình Dương, 2,48% từ các chủng tộc khác, và 1,64% từ hai hay nhiều chủng tộc. 5,41% dân số là người Hispanic hoặc người Latin thuộc bất cứ chủng tộc nào.
Có 242.040 hộ trong đó có 34,00% có con cái dưới tuổi 18 sống chung với họ, 52,50% là những cặp kết hôn sinh sống với nhau, 9,80% có một chủ hộ là nữ không có chồng sống cùng, và 34,40% là không gia đình. 25,70% trong tất cả các hộ gồm các cá nhân và 5,10% có người sinh sống một mình và có độ tuổi 65 tuổi hay già hơn. Quy mô trung bình của hộ là 2,51 còn quy mô trung bình của gia đình là 3,06,
Phân bố độ tuổi của cư dân sinh sống trong huyện là 25,10% dưới độ tuổi 18, 10,70% từ 18 đến 24, 36,50% từ 25 đến 44, 20,40% từ 45 đến 64, và 7,40% người có độ tuổi 65 tuổi hay già hơn. Độ tuổi trung bình là 33 tuổi. Cứ mỗi 100 nữ giới thì có 98,40 nam giới. Cứ mỗi 100 nữ giới có độ tuổi 18 và lớn hơn thì, có 96,50 nam giới.
Thu nhập bình quân của một hộ ở quận này là $54.988, và thu nhập bình quân của một gia đình ở quận này là $67.149, Nam giới có thu nhập bình quân $44.472 so với mức thu nhập $31.579 đối với nữ giới. Thu nhập bình quân đầu người của quận là $27.004, Khoảng 4,90% gia đình và 7,80% dân số sống dưới ngưỡng nghèo, bao gồm 8,60% những người có độ tuổi 18 và 8,90% là những người 65 tuổi hoặc già hơn.

### Các thị trấn
Quận được chia thành 12 thị trấn: Bartons Creek, Buckhorn, Cary, Cedar Fork, Holly Springs, House Creek, Leesville, Little River, Marks Creek, Meredith, Middle Creek, Neuse, New Light, Panther Branch, Raleigh, St. Mary's, St. Matthew's, Swift Creek, Wake Forest, và White Oak.

### Các quận giáp ranh
- Quận Granville, Bắc Carolina - Bắc
- Quận Franklin, Bắc Carolina - Đông bắc
- Quận Nash, Bắc Carolina - Đông
- Quận Johnston, Bắc Carolina - Đông nam
- Quận Harnett, Bắc Carolina - Tây nam
- Quận Chatham, Bắc Carolina - Tây
- Quận Durham, Bắc Carolina - Tây bắc